# Hapsifera lithocentra
Hapsifera lithocentra är en fjärilsart som beskrevs av Edward Meyrick 1920. Hapsifera lithocentra ingår i släktet Hapsifera och familjen äkta malar.
Artens utbredningsområde är Kenya. Inga underarter finns listade i Catalogue of Life.